# Municipio de Cook (Kansas)
El municipio de Cook (en inglés: Cook Township) es un municipio ubicado en el condado de Decatur en el estado estadounidense de Kansas. En el año 2010 tenía una población de 24 habitantes y una densidad poblacional de 0,26 personas por km².

## Geografía
El municipio de Cook se encuentra ubicado en las coordenadas 39°36′16″N 100°40′32″O / 39.60444, -100.67556. Según la Oficina del Censo de los Estados Unidos, el municipio tiene una superficie total de 92.99 km², de la cual 92,91 km² corresponden a tierra firme y (0,08 %) 0,08 km² es agua.

## Demografía
Según el censo de 2010, había 24 personas residiendo en el municipio de Cook. La densidad de población era de 0,26 hab./km². De los 24 habitantes, el municipio de Cook estaba compuesto por el 100 % blancos. Del total de la población el 8,33 % eran hispanos o latinos de cualquier raza.